# Zwei Romanzen für Violine und Pianoforte
Zwei Romanzen für Violine und Pianoforte is een compositie van Christian Sinding. Sinding schreef talloze romances voor met name piano solo of piano in combinatie met viool. Slechts enkelen daarvan wisten de tijd te doorstaan. Deze twee overleefden de 20e eeuw niet en verdwenen compleet uit zicht.
Delen:
1. Romanze 1 in andante in F majeur
2. Romanze 2 in andante in D majeur